# Лакрузет
Лакрузе́т (фр. Lacrouzette, окс. La Croseta) — коммуна во Франции, находится в регионе Юг — Пиренеи. Департамент — Тарн. Входит в состав кантона От-Тер-д’Ок. Округ коммуны — Кастр.
Код INSEE коммуны — 81128.

## География

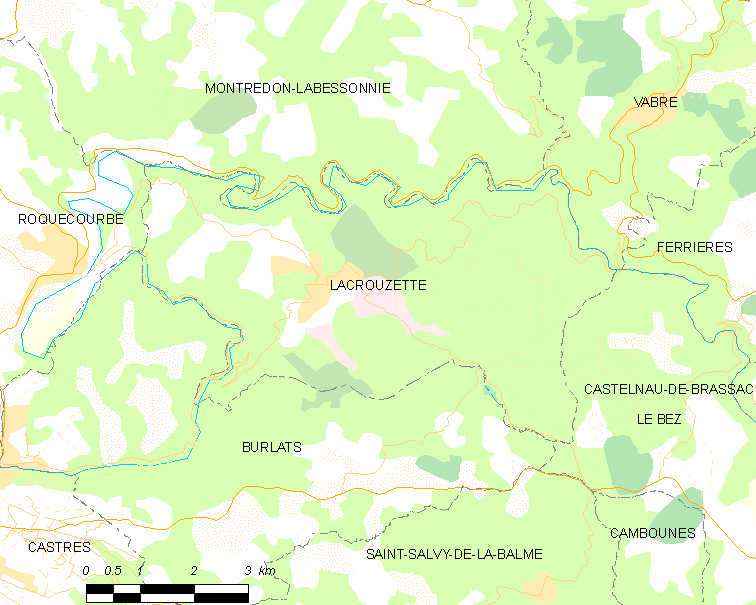
Карта коммуны

Коммуна расположена приблизительно в 580 км к югу от Парижа, в 75 км восточнее Тулузы, в 34 км к юго-востоку от Альби.
По территории коммуны протекает река Агу. Большую часть территории коммуны занимают леса.

## Климат
Климат умеренно-океанический. Зима мягкая и дождливая, лето жаркое с частыми грозами. Ветры довольно редки.

## Население
Население коммуны на 2010 год составляло 1731 человек.
| 1962 | 1968 | 1975 | 1982 | 1990 | 1999 | 2010 |
| ---- | ---- | ---- | ---- | ---- | ---- | ---- |
| 1313 | 1572 | 1862 | 1955 | 1854 | 1762 | 1731 |

## Экономика
В 2007 году среди 1140 человек в трудоспособном возрасте (15—64 лет) 826 были экономически активными, 314 — неактивными (показатель активности — 72,5 %, в 1999 году было 63,8 %). Из 826 активных работали 739 человек (429 мужчин и 310 женщин), безработных было 87 (39 мужчин и 48 женщин). Среди 314 неактивных 87 человек были учениками или студентами, 118 — пенсионерами, 109 были неактивными по другим причинам.